# Gugolzia melengicia
Gugolzia melengicia is een vliesvleugelig insect uit de familie Pteromalidae. De wetenschappelijke naam is voor het eerst geldig gepubliceerd in 2010 door Doganlar.